# Zazen

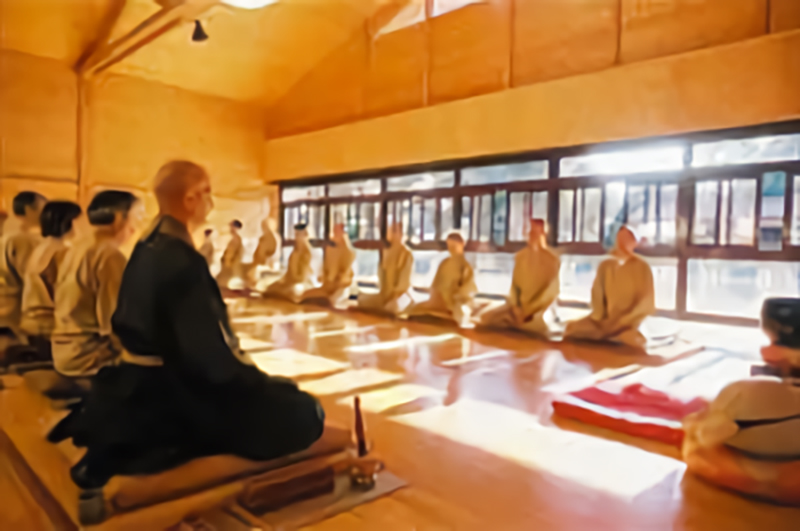
Zazen i en Rinzai skola

Zazen (坐禅) är det japanska uttalet av det kinesiska uttrycket zuòchán med pinyin, vilket betyder "sittande meditation" (Za = sitta, Zen = meditation). Zazen är den meditationsform, som är det centrala i utövande av zen, en form av buddhism.
Ordet zen kommer från sanskritens "Dhyana", meditation, som när det kom till Kina blev "Chán" och vidare i Korea translittererat fonetiskt som "Seon", och slutligen nådde Japan, där dess translitterering är det aktuella ordet Zen. Idag använder flertalet skolor i väst begreppet i denna japanska version.

## Förmodad effekt
Zazen påstås förbättra hälsan och minska sömnbehovet, och kunna, om man har det målet, leda till satori, upplysning.

## Utförande

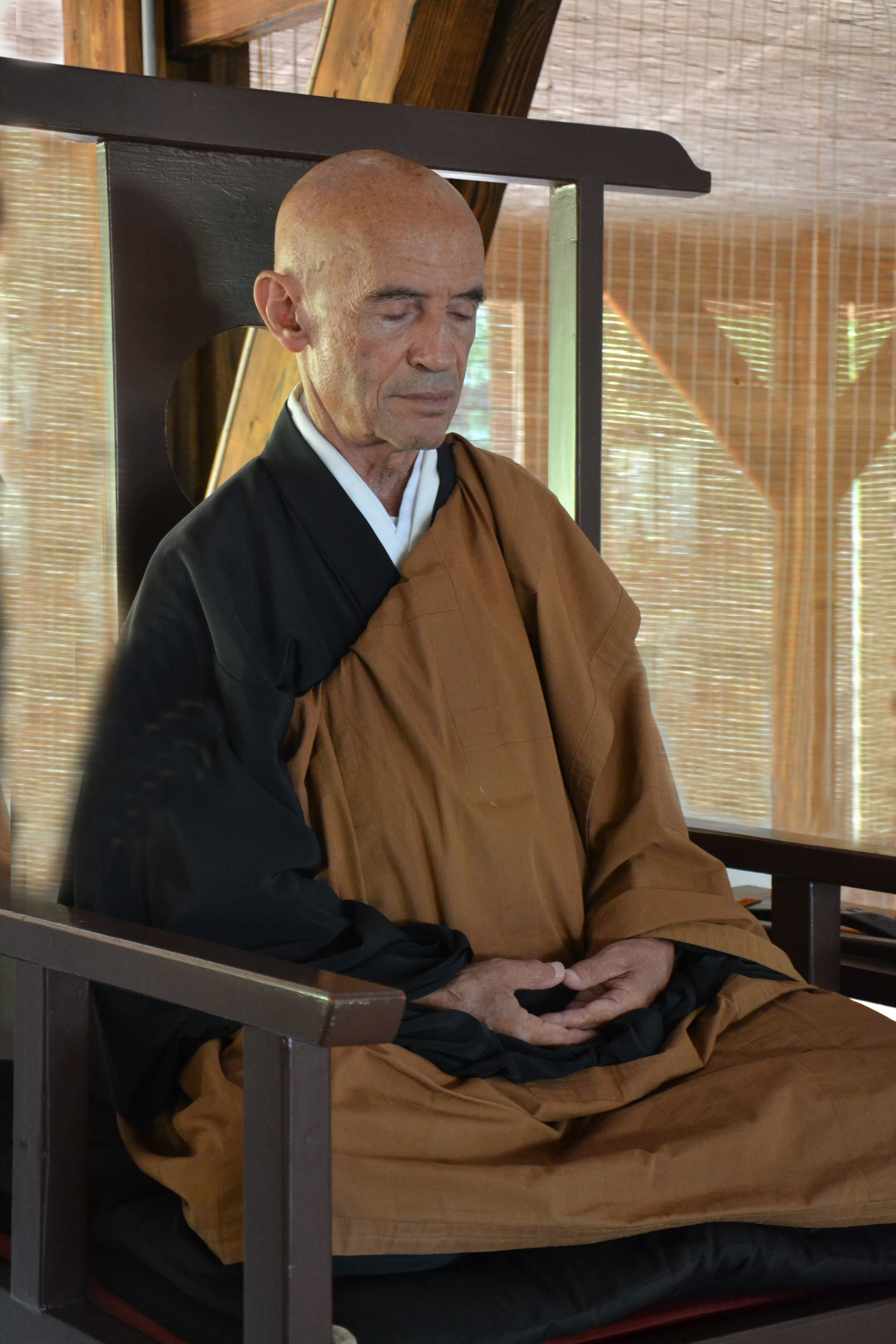
Meditation i sittande ställning

Zazen en koncentrationsövning, som finns i några olika varianter. Oftast görs zazen i sittande ställning, men det går att göra zazen i andra kroppsställningar. Det finns komplement till rena sittövningar, nämligen koanträning. Då behövs en lärare, som tilldelar en lämplig koan och ger instruktioner.

### Vanliga sittställningar
- Lotus (eller "full lotus"): höger fot vilar på vänster lår och vice versa.
- Halv lotus: en fot på motstående lår, den andra under motstående lår.
- Kvarts lotus: en fot på motstående vad, den andra under.
- "Burmesisk": fötterna vilar på golvet och pekar mot det motsatta knät. Vaderna ligger omlott.
- Seiza: man "sitter på knä".
- Sitta på stol: ryggen lutas ej mot ryggstöd, hela fötterna i marken.Dhyana mudra

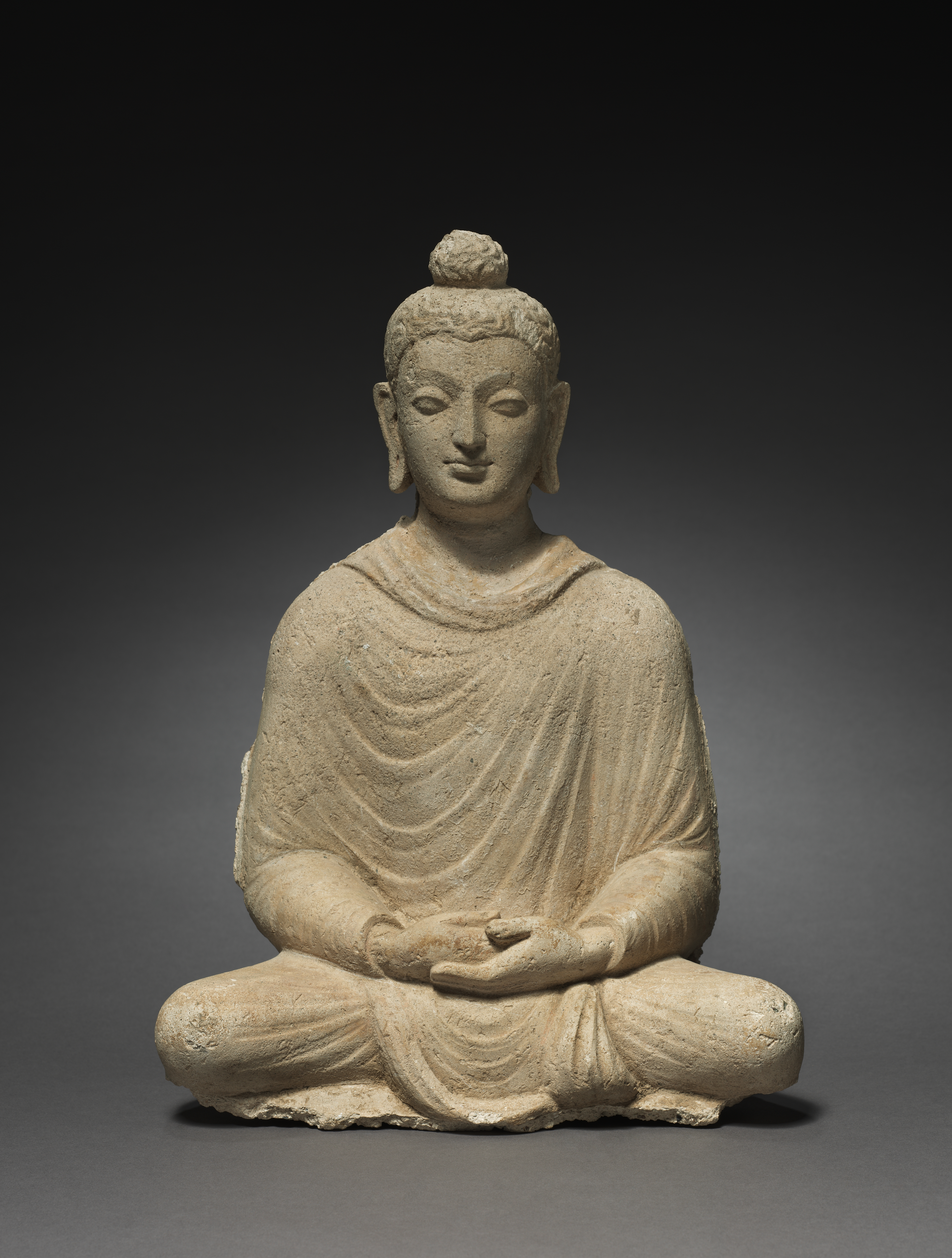
Dhyana mudra

I alla sittställningar hålls ryggen rak och händerna i knät, man lägger vänster hand i den högra, med handflatorna uppåt, och låter tumspetsarna vidröra varandra så att en oval bildas mellan tummarna och resten av händerna. Man kan se på avbildningar av Buddha hur han håller händerna; det ska vara likadant förutom det att Buddha har höger hand i den vänstra; den som inte är Buddha gör tvärtom.
Man sitter så avslappnad som möjligt och har normalt en stödkudde under rumpan, eller i fallet med stol, en dyna. I seiza har man alltså kudden mellan benen. En sak som många har i sina hem och som kan fungera bra som stödkudde är en sovsäck. Sitter man i seiza kan man enkelt tillverka en låg pall av en planka och fyra spikar. Den pallen gör man precis så hög att man kan sitta i seiza utan att belasta vaderna och vristerna och få svåra smärtor.

### Praktiska råd

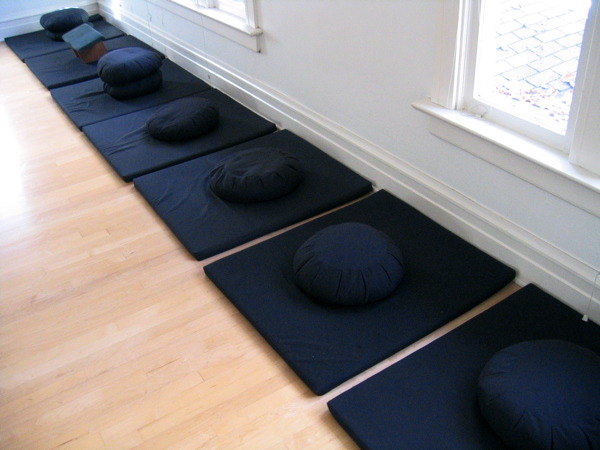
Zafu och zabuton

Det är mycket viktigt att man under zazen håller sig stilla och inte kliar sig eller ändrar sittställning,
Den "enklaste" övningen, som man brukar rekommendera nybörjare, är att räkna andetagen; man räkna som "ett följande utandning som "två", och så vidare. När man räknat till tio, börjar man om från ett. Om man tappar räkningen eller räknar längre än till tio, börjar man också om från ett. Sedan kan man gradvis öka svårigheten genom att byta till att bara räkna utandningarna, att inte räkna utan bara följa andningen, eller att bara vara uppmärksam (vilket kallas shikan-taza på japanska).

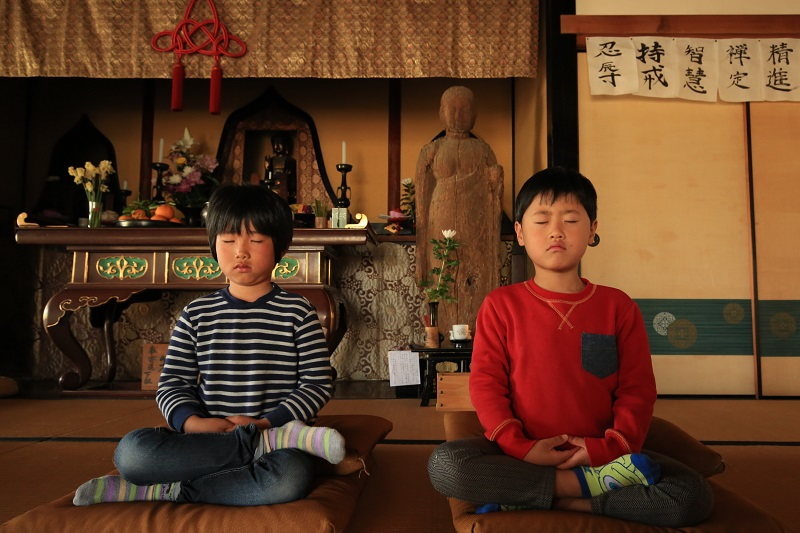
Zazen hemma